# Muhlenbergia macroura
Muhlenbergia macroura là một loài thực vật có hoa trong họ Hòa thảo. Loài này được (Humb., Bonpl. & Kunth) Hitchc. mô tả khoa học đầu tiên năm 1935.